# Almacelles
Almacelles és una vila i municipi de la comarca del Segrià, a Catalunya.

## Geografia
- Llista de topònims d'Almacelles (Orografia: muntanyes, serres, collades, indrets..; hidrografia: rius, fonts...; edificis: cases, masies, esglésies, etc).

| Entitat de població | Habitants (2023) |
| Almacelles          | 6.451            |
| Mas de Lleó         | 341              |
| la Saira            | 56               |
| Font: Idescat       |                  |

La població d'Almacelles és una de les més importants de la comarca del Segrià, essent la segona més gran en nombre d'habitants, després de la ciutat de Lleida. Situat al límit amb la Llitera, el terme municipal té una superfície de 48,49 km² i s'estén entre la Clamor d'Almacelles (curs d'aigua canalitzat que marca el límit històric entre el Regne d'Aragó i el Principat de Catalunya des del 1305), i el canal d'Aragó i Catalunya a l'est. Confronta amb els municipis d'Almenar, Alguaire, Torrefarrera i Lleida (a Catalunya); i Tamarit de Llitera i el Torricó (a l'Aragó).
El poble i cap de municipi d'Almacelles es troba al sector de ponent del terme. El nucli antic, de carrers en quadrícula, fou declarat bé cultural d'interès nacional el novembre del 2009.
Almacelles forma part de l'Associació Internacional de Ciutats i Entitats de la Il·lustració (AICEI). El 2012 s'hi va inaugurar el Parc d'Europa, una àmplia zona verda de 25.000 m² destinada a l'esbarjo i la cultura, que inclou el parc d'escultura monumental Alma, inaugurat el 2019.

## Demografia
| 1497 f | 1515 f | 1553 f | 1717 | 1787 | 1857 | 1877 | 1887 | 1900 | 1910 |
| ------ | ------ | ------ | ---- | ---- | ---- | ---- | ---- | ---- | ---- |
| 16     | 20     | 20     | -    | 192  | 1132 | 1373 | 1322 | 1411 | 1873 |

| 1920 | 1930 | 1940 | 1950 | 1960 | 1970 | 1981 | 1990 | 1992 | 1994 |
| ---- | ---- | ---- | ---- | ---- | ---- | ---- | ---- | ---- | ---- |
| 2821 | 3128 | 3114 | 3741 | 4537 | 4992 | 5311 | 5553 | 5505 | 5505 |

| 1996 | 1998 | 2000 | 2002 | 2004 | 2006 | 2008  | 2010  | 2012  | 2014  |
| ---- | ---- | ---- | ---- | ---- | ---- | ----- | ----- | ----- | ----- |
| 5475 | 5520 | 5564 | 5753 | 5819 | 6088 | 6.295 | 6.577 | 6.728 | 6.699 |

| 2016  | 2018  | 2020  | 2022  | 2024  | 2026 | 2028 | 2030 | 2032 | 2034 |
| ----- | ----- | ----- | ----- | ----- | ---- | ---- | ---- | ---- | ---- |
| 6.800 | 6.789 | 6.826 | 6.922 | 6.896 | -    | -    | -    | -    | -    |

## Infraestructures
El principal eix de comunicació és la carretera N-240 procedent de Lleida i en direcció a Montsó, que travessa el territori en direcció sud-est - nord-oest i que modernament evita el pas pel nucli urbà convertit en l'autovia A-22 (Lleida-Osca). Una carretera local vers el nord-est va fins a Alfarràs, on enllaça amb la C-26 i l'N-230, i una altra vers el sud mena a Sucs, Gimenells, Vallmanya i Alcarràs, on entronca amb la A-2. Travessa també el terme la línia del ferrocarril de Lleida a Saragossa, tot i que l'Estació d'Almacelles roman tancada des de la dècada del 1990.

## Història

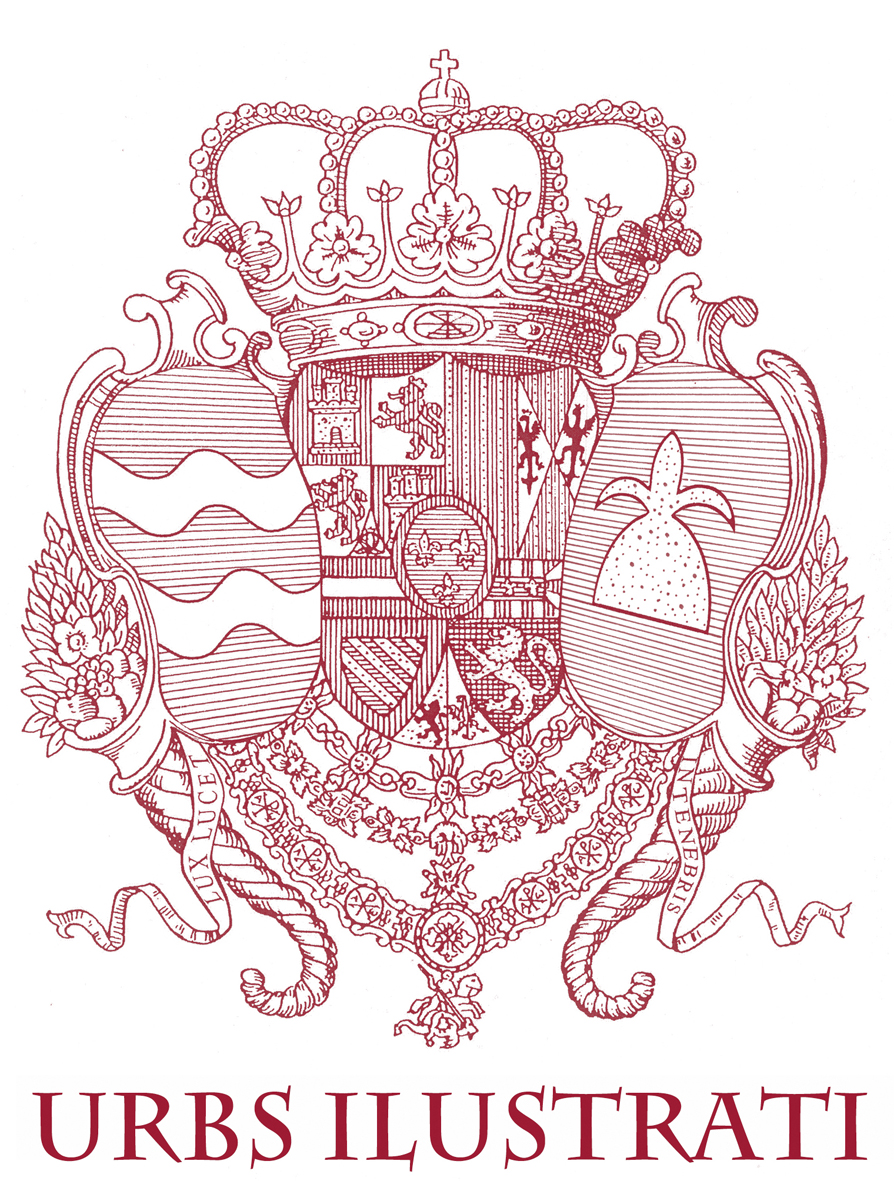
Almacelles, urbs ilustrati és un logotip dissenyat per donar la imatge de marca d'Almacelles com una vila refundada seguint els paràmetres de la Il·lustració. Pren com a principals referències històriques en llur confecció les figures protagonistes del rei Carles III, la família Guàrdia que foren els principals artífexs de la seva refundació i la nissaga dels Fortuny, continuadors del Senyoriu d'Almacelles i de la baronia d'Esponellà. Tot sota el lema llatí d'Almacelles “Urbs Ilustrati” (Almacelles, ciutat de la Il·lustració).

Els orígens d'Almacelles i del nucli agregat de la Saira es remunten a temps prehistòrics. És l'època ibèrica la més ben documentada i són tres els indrets on es documenten assentaments ilergets (el tossal de lo Vilot, el de la Caperutxa i el del Llopet). L'aparició de dos mil·liaris en el camí d'Esplús confirmen l'existència d'una via romana, datada al segle i, que unia la costa amb l'interior. Un d'aquests, trobat 1 km més enllà de la Clamor i conservat al Museu d'Arqueologia de Lleida, és de forma cilíndrica i amb una inscripció de l'època de l'emperador Claudi (segle i).
L'època medieval està ben documentada per una banda amb la fortalesa militar andalusina de la Saida i per l'altra amb les restes del poble antic del Vilot. Amb el nom actual la població existia en època àrab, ja que figura en els Termini antiqui Ilerde (1172). Aquests altiplans i fondalades foren conquerits per Ermengol VI d'Urgell en nom de Ramon Berenguer IV, el lloc, però, no fou repoblat fins al regnat d'Alfons I.
El lloc es mantingué unit a la corona fins al regnat de Jaume II (1291-1327), que lliurà el poble i el llogaret de la Saida a Ramon de Moles, ciutadà de Lleida, tot mantenint el mer i mixt imperi, jurisdicció que havia de ser executada per la cúria local de Lleida. Ja abans, Jaume I havia reconegut el 1254 al ciutadà de Lleida Ramon Pere (descendent d'un batlle d'Almacelles) la dominicatura d'aquest lloc per 1.900 morabatins i havia rebut en canvi la meitat del castell i la vila de Bell-lloc, però Almacelles havia retornat aviat a la Corona.
Sota el regnat de Pere III Almacelles és incorporat a la paeria de Lleida, el 1347. Quan, després de la guerra dels Segadors, Almacelles es convertí en un despoblat erm, la paeria continuà explotant herbes i emprius i continuà amb el nomenament de batlles. La població abandonada i els plans d'Almacelles foren, els anys de guerra, centre d'operacions dels dos bàndols (els darrers veïns s'havien fortificat a Lleida amb els francesos el 1644) i després de les lluites el poble s'havia convertit en un munt de ruïnes.
Dins l'esperit il·lustrat dels ministres i corregidors de Carles III, ja a la segona meitat del segle xviii, el comerciant i ciutadà honrat de Barcelona Melcior de Guàrdia i Matas (1733-1789), i dins la política repobladora del moment, obtingué un privilegi reial el 1773 per a la colonització agrícola d'Almacelles, cal remarcar que es tractava d'un repoblament fet per iniciativa privada, cas molt rar a l'època. Es comprometia a edificar en 6 anys l'església i 40 cases per als nous pobladors (que no podien ser caps de casa d'altres llocs), i també un pou i molí (els plans havien estat fets el 1755). Després de múltiples dificultats econòmiques i judicials la resurrecció del lloc li costà més de tres milions i mig de rals de billó. Melcior de Guàrdia, que també repoblà la Saida, fou nomenat gentilhome de cambra el 1774 per Carles III.

## Política

### Eleccions Municipals de 2015
| Candidatura | Candidatura                            | Cap de llista             | Vots  | Regidors | % vots |
| ----------- | -------------------------------------- | ------------------------- | ----- | -------- | ------ |
|             | CiU                                    | Josep Ramon Ibarz Gilart  | 1.264 | 7        | 43,78  |
|             | ERC-AM                                 | Ignasi Comella i Clavero  | 346   | 2        | 11,98  |
|             | PSC-CP                                 | Francesc Torres Arnó      | 318   | 1        | 11,01  |
|             | Poblem Almacelles (Podem)              | Jose Maria Doblas Mancera | 287   | 1        | 9,94   |
|             | Almacelles Lliure (ICV-EUiA-EPM - MES) | Laia Marti i Cacho        | 245   | 1        | 8,49   |
|             | PPC                                    | Carlos Nicolás Arfelis    | 233   | 1        | 8,07   |
|             | Altres                                 |                           | 141   |          | 4,88   |
|             | Nuls                                   |                           | 44    |          | 1,50   |
|             | Blancs                                 |                           | 53    |          | 1,84   |
| Total       | Total                                  | 2.931                     | 2.931 |          | 63,62  |

#### Llista d'alcaldes de la vila d'Almacelles
| Període     | Alcalde o alcaldessa           | Partit polític  | Data de possessió | Observacions |
| ----------- | ------------------------------ | --------------- | ----------------- | ------------ |
| 1979–1983   | Jose Maria Roset Salla         | independent     | 19/04/1979        | --           |
| 1983–1987   | Manuel Visa i Purroy           | Logotip del PSC | 23/05/1983        | --           |
| 1987–1991   | Josep Antoni Escuer i Zoriguel | Logotip de CiU  | 30/06/1987        | --           |
| 1991–1995   | Josep Antoni Escuer i Zoriguel | Logotip de CiU  | 05/07/1991        | --           |
| 1995–1999   | Manuel Visa i Purroy           | Logotip del PSC | 07/07/1995        | --           |
| 1999–2003   | Manuel Visa i Purroy           | Logotip del PSC | 03/07/1999        | --           |
| 2003–2007   | Josep Ramon Ibarz i Gilart     | Logotip de CiU  | 14/06/2003        | --           |
| 2007–2011   | Josep Ramon Ibarz i Gilart     | Logotip de CiU  | 16/06/2007        | --           |
| 2011–2015   | Josep Ramon Ibarz i Gilart     | Logotip de CiU  | 11/06/2011        | --           |
| 2015–2019   | Josep Ramon Ibarz i Gilart     | Logotip de CiU  | 13/06/2015        | --           |
| 2019-2023   | n/d                            | n/d             | 15/06/2019        | --           |
| Des de 2023 | n/d                            | n/d             | 17/06/2023        | --           |

### Resultats de les Eleccions al Parlament de Catalunya de 2015
| Candidatura | Candidatura                          | Cap de llista               | Vots  | Regidors | % vots |
| ----------- | ------------------------------------ | --------------------------- | ----- | -------- | ------ |
|             | JxSí                                 | Josep Maria Forné i Febrer  | 1.462 |          | 45,04  |
|             | Ciutadans - Partit de la Ciutadania  | Jorge Soler                 | 497   |          | 15,31  |
|             | Partit dels Socialistes de Catalunya | Òscar Ordeig i Molist       | 343   |          | 10,57  |
|             | Partit Popular Català                | Marisa Xandri Pujol         | 303   |          | 9,33   |
|             | Candidatura d'Unitat Popular         | Ramon Usall i Santa         | 233   |          | 7,18   |
|             | Catalunya Sí que es Pot              | Sara Vilà i Galan           | 221   |          | 6,81   |
|             | Unió Democràtica de Catalunya        | Josep Maria Pelegrí i Aixut | 143   |          | 4,41   |
|             | Altres                               |                             | 23    |          | 0,70   |
|             | Vots en blanc                        |                             | 21    |          | 0,64   |
|             | Vots nuls                            |                             | 18    |          | 0,55   |
| Total       | Total                                | 3.264                       | 3.264 |          | 71,56  |

### Resultats de les Eleccions Generals de 2015
| Candidatura | Candidatura                                  | Cap de llista        | Vots  | Regidors | % vots |
| ----------- | -------------------------------------------- | -------------------- | ----- | -------- | ------ |
|             | En Comú Podem                                | Jaume Moya Matas     | 621   | 1        | 20,94  |
|             | Democràcia i Llibertat                       | Toni Postius Terrado | 545   | 1        | 18,38  |
|             | Esquerra Republicana de Catalunya            | Xavier Eritja Ciuró  | 491   | 1        | 16,56  |
|             | Partit dels Socialistes de Catalunya         | Òscar Ordeig Molist  | 443   | 1        | 14,94  |
|             | Partido Popular                              |                      | 380   | 0        | 16,56  |
|             | Ciutadans                                    |                      | 337   | 0        | 16,56  |
|             | Unió Democràtica de Catalunya                |                      | 79    | 0        | 16,56  |
|             | Partido Animalista Contra el Maltrato Animal |                      | 17    | 0        | 16,56  |
|             | Partit Comunista del Poble de Catalunya      |                      | 7     | 0        | 16,56  |
|             | Unión Progreso y Democracia                  |                      | 4     | 0        | 16,56  |
|             | Els Verds Ecopacifistes                      |                      | 4     | 0        | 16,56  |
|             | Vox                                          |                      | 1     | 0        | 16,56  |
|             | Vots en blanc                                |                      | 36    |          | 1,21   |
|             | Vots nuls                                    |                      | 36    |          | 1,20   |
| Total       | Total                                        | 3.001                | 3.001 |          | 65,74  |

## Persones il·lustres
- Xavier Baró: cantant (Almacelles, 1954).
- Teresa Rodrigo Anoro: física (Almacelles, 1956)
- Amat Baró: poeta (Almacelles, 1982).[8]
- Josep Capell i Hernàndez: compositor de sardanes.

## Galeria

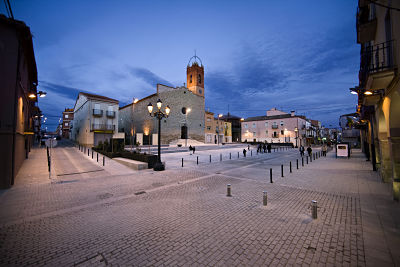
Plaça de la Vila
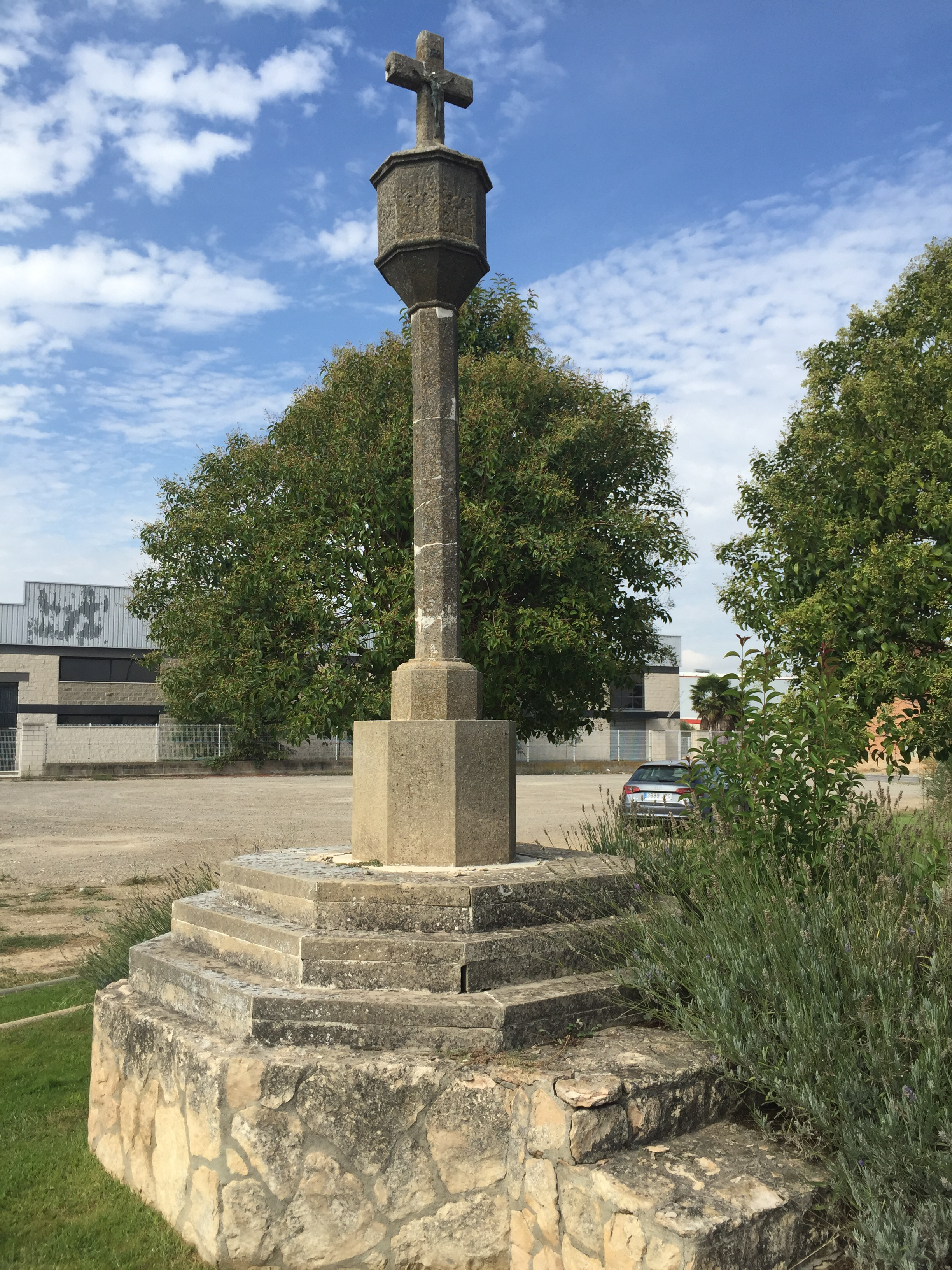
Creu de terme d'Almacelles
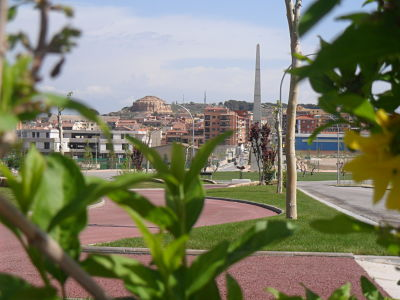
Rambla de Carles III i Obelisc
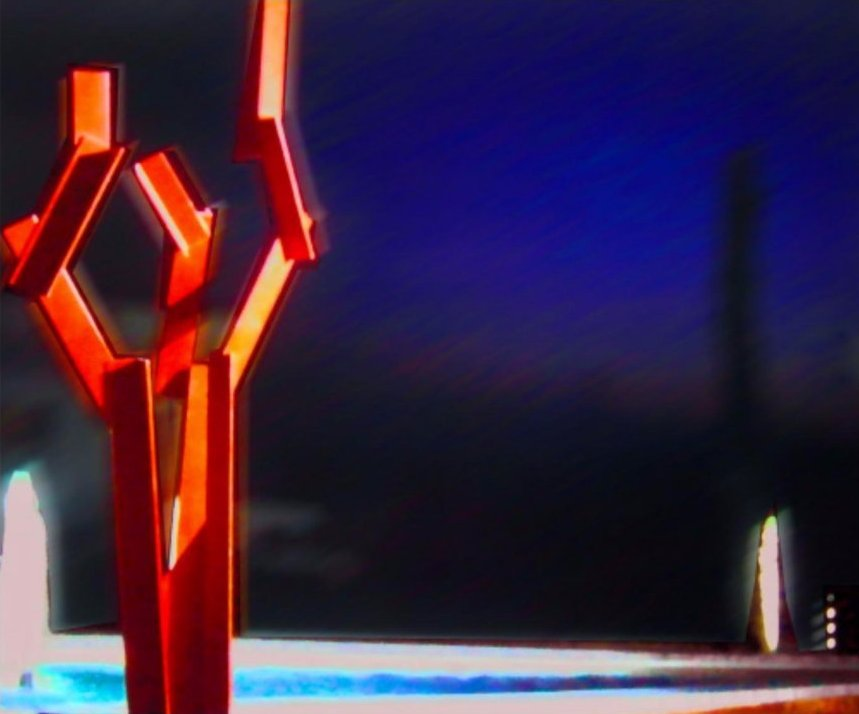
Escultures "Arbres Vermells", al Parc de l'Aigua
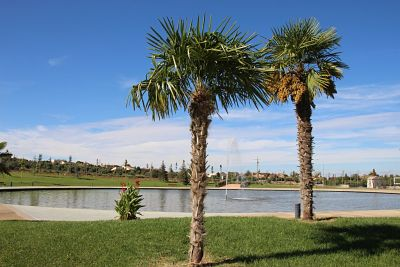
Vista del llac del Parc d'Europa